# Manfred Knaak
Manfred Knaak (* 1960 in Schweinfurt) ist ein deutscher Dirigent, Arrangeur, Komponist und Musikproduzent.

## Werdegang
Sein erstes Engagement als Kapellmeister bekam Knaak 1987 am Stadttheater Pforzheim, anschließend arbeitete er an den Theatern Coburg, Aachen, Hildesheim, Hof und Würzburg. Seit 1995 ist er verstärkt in der freien Jazz-Szene aktiv, unter anderem als Jazz-Dirigent und -Produzent mit David Liebman (New York), Florian Ross (Köln). Seit 1998 hat er einen Lehrauftrag für Musicalproduktion an der Hochschule für Musik Würzburg. Bereits zuvor konnte sich Knaak als Dirigent und Arrangeur für Musicals profilieren (u. a. deutsche Erstaufführungen von Me and My Girl, My One and Only und Godspell). Seit 2001 arbeitet er mit Stephen Schwartz zusammen.
Seit 2002 arbeitet Knaak verstärkt und überwiegend als Komponist, darunter auch für ZDF und Arte. Dabei erarbeitete er unter anderem Musik für die Stummfilme Der müde Tod (1921) von Fritz Lang und Madame Beudets sonniges Lächeln (1922) von Germaine Dulac. Daneben komponierte Knaak mehrere große Bühnenwerke, etwa zu Quo Vadis (2005, Theater Trier) oder Das Geheimnis des Colliers (2007, Theater Regensburg). Parallel dazu entwickelte sich eine rege Zusammenarbeit mit Konstantin Wecker.